# Light Grenades
Albums de Incubus
A Crow Left of the Murder...
(2004) Monuments and Melodies
(2009)
Light Grenades est le sixième album studio d'Incubus. Par rapport aux précédents albums du groupe, qui alliaient des éléments du funk avec ceux du nu metal, ce qui donnait le mélange détonnant qui caractérisait jusqu'alors Incubus ; cet album se démarque par une ambiance plutôt axée sur le pop/rock alternatif.
« [Incubus] « polit » et « dégraisse » les innovations de A Crow Left of the Murder..., explique le chroniqueur Stephen Thomas Erlewine du site AllMusic, ce qui débouche sur un album au son plus propre, plus direct ; plus « arnaqueur » au sens positif du terme. Cela indique naturellement qu'Incubus ne sonne plus aussi fort qu'à ses débuts, mais il garde cette ambiance sombre, même lorsque la batterie retentit et que la guitare gémit ; c'est une musique « sérieuse », on garde tout de même une touche « lumineuse » empruntée au [précédent opus]. L'indiscutable maitrise musicale et la grande variété de son qu'ils exposent depuis leurs débuts sont toujours présentes ; on passe d'une ambiance « trippy » aux touches vaguement psychédéliques, qui continue dans le même ton et finit par exploser dans un chaos d'une furieuse détermination, telle la « ricochante » Anna Molly, la pluie de pierres qu'est [Light Grenades] ou encore l'introspection acoustique de Earth to bella, « maltraitée » par quelques échardes sonores, qui n'est pas sans rappeler Creep, de Radiohead. On pense d'ailleurs souvent à ce groupe sur cet album, dans la manière où les guitares sont répercutées en écho dans les parties les plus expansives. Plus souvent cependant, le son est « malingre », « affamé » comme celui de Pearl Jam, dans une volonté de dévouement au « vrai » rock ».
Il ajoute qu'un morceau comme Diamonds and Coal « montre comment Incubus à muri ; comment [les membres du groupe] ne se contentent pas de sortir un titre de pop alternative « catchy » ; ils ne l'« emphasent » pas, ils le présentent simplement comme une autre dimension de leur son, telle la délicate ballade Paper Shoes, qui ne sonne comme aucune autre piste de l'album, et qui réussit à se fondre dans la masse. Ces moments lumineux illustrent la confiance que le groupe a désormais acquise, ainsi qu'une dextérité musicale toujours plus grandissante. Sur Light Grenades, se montre un groupe fermement déterminé, aux textures et aux envies musicales changeantes, prouvant qu'il est devenu une chose rare : un groupe de hard rock moderne qui ne cesse d'évoluer et de s'améliorer au fil des albums ».
Light Grenades a été suivi d'une tournée mondiale (Europe, Amériques, Océanie, Asie) et un DVD enregistré à Chicago, du nom de Look Alive (une piste bonus) est sorti le 26 novembre.

## Autour de l'album
« Il y a une chanson appelée Light Grenades, explique Brandon Boyd à propos du titre, et c'est ce qui rend le mieux l'aspect conceptuel de cet album ; cette idée de jeter ses idées au devant de ses problèmes, et de les voir exploser avec de la lumière et des résultats satisfaisants [...]. J'ai donc commencé à imaginer des étudiants masqués qui protesteraient à travers le monde, en jetant des cocktails molotov. Il y aurait un seul étudiant courageux qui courrait au devant des policiers et s'opposerait aux mouvements de violence ; il y a cette idée de courage en cet étudiant isolé qui « jette » ses idées et les voit prendre forme et changer les choses. Ca semble être un concept vraiment cool : la redéfinition du matériel de guerre ».
De son côté, Mike Einziger affirme que Light Grenades « sonne comme 13 groupes différents interprétant 13 chansons différentes. C'est comme ça que sonnent tous nos albums. À chaque retour en studio, je me dis , “OK, celui-là restera cohérent”, et ça n'est jamais le cas. Ca définit à la fois notre groupe et comment nous sommes en tant que personnes ».
Bien que l'album ait été propulsé en tête des charts dès sa sortie (1re place du Billboard 200 la première semaine avec 165 000 copies écoulées), il détient le record (historique) de la descente la plus spectaculaire dans les charts, tombant de la 1re à la 37e place la seconde semaine, détrônant The Golden Age of Grotesque de Marilyn Manson, qui était passé de la première à la 21e en 2003.
L'album a cependant été certifié « or » aux États-Unis, avec plus de 845 000 exemplaires vendus à ce jour.

## Liste des pistes
| 1.  | QuickSand                | 2:14 |
| 2.  | A Kiss To Send Us Off    | 4:16 |
| 3.  | Dig                      | 4:17 |
| 4.  | Anna Molly               | 3:56 |
| 5.  | Love Hurts (en)          | 3:47 |
| 6.  | Light Grenades           | 2:20 |
| 7.  | Earth To Bella (Part I)  | 2:28 |
| 8.  | Oil And Water            | 3:49 |
| 9.  | Diamonds And Coals       | 3:46 |
| 10. | Rogues                   | 3:56 |
| 11. | Paper Shoes              | 4:17 |
| 12. | Pendulous Threads        | 5:35 |
| 13. | Earth To Bella (Part II) | 2:58 |

| 14. | Punch Drunk | 5:14 |
| 15. | Look Alive  | 4:21 |

| 14. | Anna Molly (version acoustique) |  |

| 14. | Anna Molly (version live) | 3:55 |
| 15. | Drive (version live)      | 4:07 |
| 16. | Love Hurts (version live) | 3:57 |

## Personnel
- Brandon Boyd : chant, textes, percussions
- Mike Einziger : guitare, piano « Rhodes », arrangements de cordes, guitare basse, voix additionnelles
- Ben Kenney : basse, voix additionnelles
- Jose Pasillas : batterie
- Chris Kilmore : platines, claviers